# Wynau
Wynau es una comuna suiza del cantón de Berna, situada en el distrito administrativo de Alta Argovia. Limita al sur con las comunas de Roggwil y Aarwangen, al oeste con Schwarzhäusern y Wolfwil (SO) y al norte con la comuna de Murgenthal (AG).
Hasta el 31 de diciembre de 2009 situada en el distrito de Aarwangen.

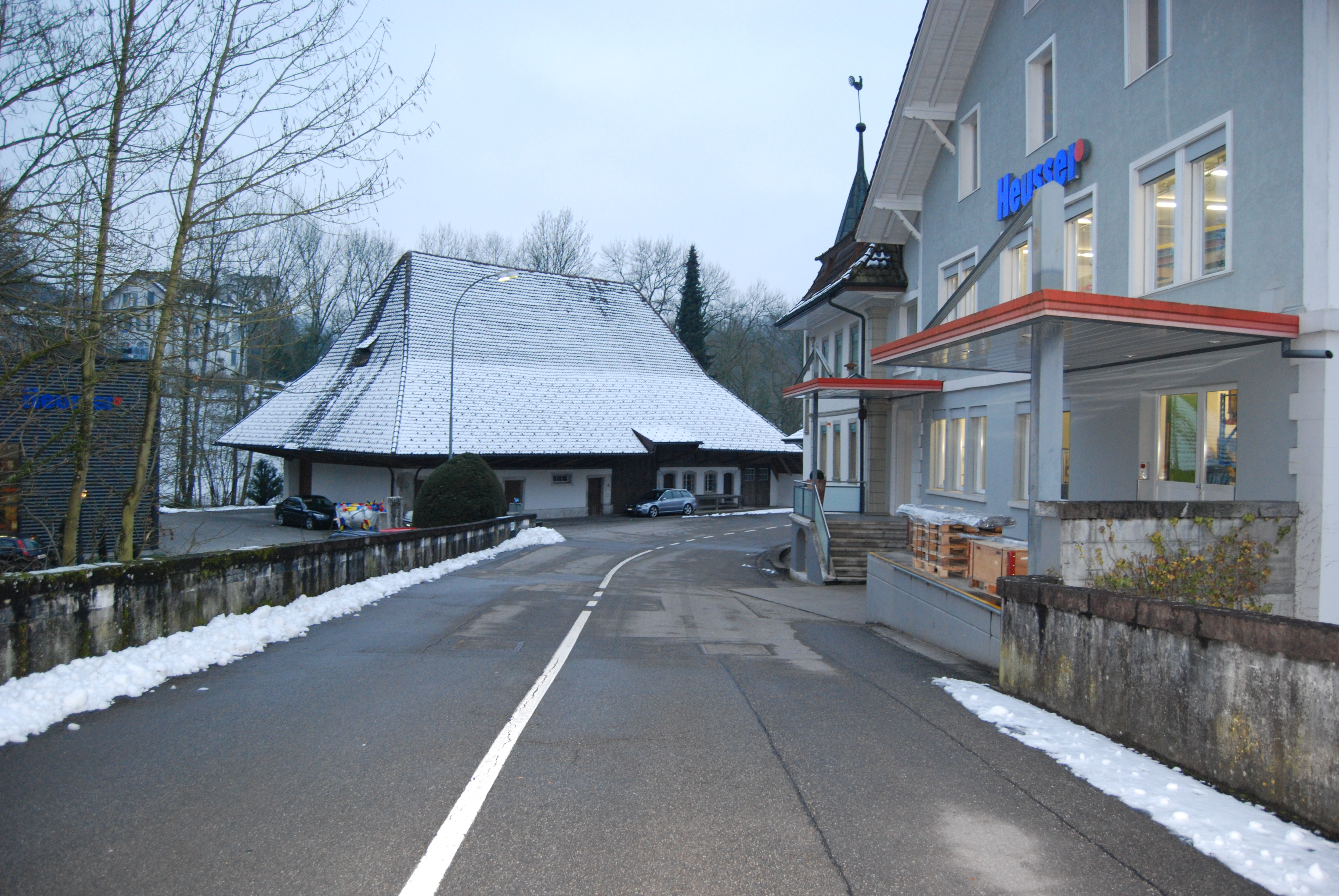
Vista de Wynau desde Murgau.